# Pakistan Super League
Die Pakistan Super League (PSL) ist ein nationaler pakistanischer Twenty20-Cricket-Wettbewerb unter der Verwaltung des Pakistan Cricket Boards. Die Liga wird derzeit zwischen sechs Franchises ausgetragen. Der aktuelle Titelverteidiger ist Lahore Qalandars, der sich im Finale 2025 gegen Quetta Gladiators durchsetzen konnte.

## Format
Die PSL wird als Rundenturnier ausgetragen, wobei die Franchises zweimal aufeinander treffen. Die ersten vier der Gruppe qualifizieren sich für die Playoffs. In den Playoffs werden im Page-Playoff-System ausgetragen.

## Franchises
An der PSL teilnehmende Franchises:
- Islamabad United (2016)
- Karachi Kings (2016)
- Lahore Qalandars (2016)
- Peshawar Zalmi (2016)
- Quetta Gladiators (2016)
- Multan Sultans (2018)

## Austragungsorte
Auf Grund des Anschlages auf das Sri Lanka Team 2009 werden aus Sicherheitsgründen zahlreiche Spiele der pakistanischen Mannschaften nicht in Pakistan ausgetragen. Durch die Austragung eines nationalen Wettbewerbes in den Vereinigten Arabischen Emiraten erhoffte man sich, dass internationale Spieler am Turnier teilnehmen würden. Ursprünglich war geplant, das Turnier in Doha auszutragen, da die Austragungsorte in den Vereinigten Arabischen Emiraten belegt waren. Nach weiteren Verhandlungen wurde das Turnier 2016 dann doch in den Vereinigten Arabischen Emiraten abgehalten.
| Austragungsort                      | Ort     | Kapazität |
| ----------------------------------- | ------- | --------- |
| Dubai International Cricket Stadium | Dubai   | 25.000    |
| Sharjah Cricket Stadium             | Sharjah | 15.000    |

## Geschichte
Das Pakistan Cricket Board versuchte seit 2013 ein nationales Franchise-basiertes Twenty20-Turnier nach dem Vorbild der Indian Premier League ins Leben zu rufen, musste allerdings aus logistischen Gründen die Austragung mehrmals aufschieben.

### Saison 2016
Die erste Saison fand vom 4. bis 23. Februar 2016 statt. Es nahmen fünf Franchises teil, die am 21. Dezember 2015 ihre Spieler in einem Draft ermittelten. Im Finale konnte sich Islamabad United mit 6 Wickets gegen die Quetta Gladiators durchsetzen.

### Saison 2017
Die zweite Saison der Super League fand vom 9. Februar bis 5. März 2017 statt. Die allgemein als Erfolg gewertete erste Saison führte dazu, dass Spieler wie Lasith Malinga, Albie Morkel, Brendon McCullum und Eoin Morgan zugesagt haben, zukünftig an der Pakistan Super League teilnehmen zu wollen. Zusätzlich wurde geplant, ein weiteres Franchise hinzuzufügen, wobei dazu die Sialkot Smashers oder die Kashmir Warriors im Gespräch waren. Da die bestehenden Franchises jedoch um ihre Einnahmen fürchteten wurde dies zunächst zurückgestellt. Auch startete das PCB Überlegungen zumindest das Finale in Pakistan selbst auszutragen. Im Finale, was als einziges Spiel in Pakistan ausgetragen wurde, konnten sich die Peshawar Zalmi gegen die Quetta Gladiators durchsetzen.

### Saison 2018
Die dritte Saison der Pakistan Super League fand vom 22. Februar bis zum 25. März 2018 statt. Islamabad United gewann den PSL 2018-Titel nach einem Sieg gegen den Vorjahressieger Peshawar Zalmi. Darüber hinaus wurden die Multan Sultans als sechstes Franchise aufgenommen. Auch wurden nun die Play-offs und das Finale in Pakistan ausgetragen.

### Saison 2019
Die vierte Saison der Pakistan Super League fand vom 14. Februar bis zum 17. März 2019 statt. Die Quetta Gladiators konnten im Finale gegen die Peshawar Zalmi ihren ersten Titel erringen. Außer den Play-offs und dem Finale fanden nun auch vier Spiele der Gruppenphase in Pakistan statt.

### Saison 2021
Die fünfte Saison der Pakistan Super League war zunächst vom 20. Februar bis zum 22. März 2020 in Pakistan geplant. Jedoch musste das Turnier aufgrund der COVID-19-Pandemie am 3. März abgebrochen werden. Die verbliebenen Spiele wurden dann in Abu Dhabi zwischen dem 9. und 24. Juni 2021 fortgesetzt. Die Multan Sultans konnten im Finale gegen die Peshawar Zalmi ihren ersten Titel erringen.

### Ab der Saison 2025
Für Aufsehen sorgten die Planungen, ab der Saison 2025 direkt in Konkurrenz mit der Indian Premier League und deren Zeitfenster im April und Mai zu treten. Auch sollen ab 2026 zwei weitere Teams in die PSL aufgenommen werden.

## Sieger
| Saison | Finalort  | Sieger            | Finalgegner       | Ergebnis                                |
| ------ | --------- | ----------------- | ----------------- | --------------------------------------- |
| 2016   | Dubai     | Islamabad United  | Quetta Gladiators | Islamabad United gewinnt mit 6 Wickets  |
| 2017   | Lahore    | Peshawar Zalmi    | Quetta Gladiators | Peshawar Zalmi gewinnt mit 58 Runs      |
| 2018   | Karatschi | Islamabad United  | Peshawar Zalmi    | Islamabad United gewinnt mit 3 Wickets  |
| 2019   | Karatschi | Quetta Gladiators | Peshawar Zalmi    | Quetta Gladiators gewinnt mit 8 Wickets |
| 2020   | Karatschi | Karachi Kings     | Lahore Qalandars  | Karachi Kings gewinnt mit 5 Wickets     |
| 2021   | Abu Dhabi | Multan Sultans    | Peshawar Zalmi    | Multan Sultans gewinnt mit 47 Runs      |
| 2022   | Lahore    | Lahore Qalandars  | Multan Sultans    | Lahore Qalandars gewinnt mit 42 Runs    |
| 2023   | Lahore    | Lahore Qalandars  | Multan Sultans    | Lahore Qalandars gewinnt mit 1 Run      |
| 2024   | Karatschi | Islamabad United  | Multan Sultans    | Islamabad United gewinnt mit 2 Wickets  |
| 2025   | Lahore    | Lahore Qalandars  | Quetta Gladiators | Lahore Qalandars gewinnt mit 6 Wickets  |

## Abschneiden der Mannschaften
| Vorrunde (VR)     |
| Halbfinale (HF)   |
| Zweiter Platz (2) |
| Turniersieger (1) |

| Team              | 2016 | 2017 | 2018 | 2019 | 2020 | 2021 | 2022 | 2023 | 2024 | 2025 |
| ----------------- | ---- | ---- | ---- | ---- | ---- | ---- | ---- | ---- | ---- | ---- |
| Islamabad United  | 1    | 4    | 1    | 3    | 6    | 3    | 3    | 4    | 1    | 3    |
| Karachi Kings     | 4    | 3    | 3    | 4    | 1    | 4    | 6    | 5    | 5    | 4    |
| Lahore Qalandars  | 5    | 5    | 6    | 6    | 3    | 5    | 1    | 1    | 6    | 1    |
| Peshawar Zalmi    | 3    | 1    | 2    | 2    | 4    | 3    | 4    | 3    | 3    | 5    |
| Quetta Gladiators | 2    | 2    | 4    | 1    | 5    | 6    | 5    | 6    | 4    | 2    |
| Multan Sultans    |      |      | 5    | 5    | 3    | 1    | 2    | 2    | 2    | 6    |